# Memoria del Camino Nacional México - Nuevo Laredo
La Memoria del Camino Nacional México — Nuevo Laredo es un libro elaborado y editado por el Departamento de Proyectos y Construcción adscrito a la Dirección Nacional de Caminos, entonces dependiente de la Secretaría de Comunicaciones y Obras Públicas de México, y publicado el 1 de julio de 1936, día en que tuvo verificativo la ceremonia de inauguración del camino, sobre el Puente Internacional que une las ciudades de Nuevo Laredo, Tamaulipas, y Laredo, Texas. El libro fue impreso en los Talleres Gráficos de la Nación.

El libro contiene información acerca del proceso de toma de decisiones que al final llevó a escoger el trazo actual de la carretera federal que unió por primera vez a la Ciudad de México con la frontera con los Estados Unidos, la cual parte de la Ciudad de México y cruza por el Estado de México así como por los estados de Hidalgo, San Luis Potosí, Nuevo León y Tamaulipas. El libro también describe los trabajos ejecutados, ofrece fotografías de la obra en proceso de construcción y ya terminada, y presenta los montos erogados para la construcción. El libro consta de 123 páginas, contiene 24 fotografías en blanco y negro, un plano desplegable de localización del trazo en tramos acotados cada 10 kilómetros —escala 1:750,000— y altitudes correspondientes a cada cota expresadas en metros sobre el nivel del mar, y una carta desplegable con un gráfico circular de las erogaciones hechas entre las fechas de inicio y fin de la obra.

## Índice de la Memoria
- Introducción
- Elección de la Ruta
- Historia de la Construcción
- Resumen de Trabajos Ejecutados
- Cantidades Invertidas en la Construcción
- Itinerario

## Introducción
El libro explica, en la Introducción, que el Camino Nacional México — Nuevo Laredo es una expresión de la madurez de México como nación, y un importante primer paso hacia la obra de integración nacional, representada por once años de lucha tesonera para concluir el proyecto, trazo y construcción del Camino Nacional a partir de la definición del programa nacional de construcción de caminos y de la creación de la Comisión Nacional de Caminos, en septiembre de 1925. Asimismo, la Introducción menciona la importancia que tiene el Camino Nacional para la integración económica de vastas regiones de México. El texto menciona que el gobierno federal enfrentó dos grandes retos para la consecución de la gran obra, a saber: la preparación de ingenieros y técnicos mexicanos para proyectar y ejecutar la magna obra, y el financiamiento de la misma, logrado a partir del establecimiento del impuesto a la gasolina que, como producto subsidiario, permitió la utilización de créditos.

## Elección de la Ruta
El capítulo de Elección de la Ruta menciona que se establecieron dos criterios fundamentales para escoger el trazo definitivo del Camino Nacional:

- Camino de la mayor utilidad pública con la menor inversión
- Coordinación del trazo con las líneas ferroviarias existentes

De esta forma, se identificaron inicialmente tres rutas distintas:

- Ruta de Oriente, por Pachuca, Tampico y Ciudad Victoria
- Ruta Central, por Pachuca y Tula, Tamaulipas
- Ruta del Poniente, por Querétaro y San Luis Potosí

El trazo entre Ciudad Victoria y Nuevo Laredo quedó inmediatamente identificado, al ser el más sencillo de todo el Camino Nacional, pues no atraviesa serranías que complicaran la definición del trazo y tangentes. La Ruta de Occidente fue descartada debido a la existencia de dos líneas férreas y porque a la sazón ya se tenía el plan de construir un segundo Camino Nacional, muy cercano a las mismas, que conectara la Ciudad de México con la frontera con los Estados Unidos, pasando por la ciudad de Chihuahua. De esta forma permanecieron bajo análisis las rutas Central y Oriente, que forzosamente tendrían que cruzar lo más abrupto de la Sierra Madre Oriental. 

En agosto de 1925 se formaron en la Ciudad de México cinco brigadas de ingenieros de la Comisión Nacional de Caminos, para hacer reconocimientos y localizaciones posibles en estas dos rutas:

- Primera y Segunda Brigadas: Estudio de localización entre Pachuca y Cerritos, San Luis Potosí, por Actopan, Ixmiquilpan, Tasquillo, Jacala y Jalpan.
- Tercera y Cuarta Brigadas: Estudio de localización entre Pachuca y Ciudad Victoria, por Zacualtipán, Real del Monte, Omitlán, Atotonilco el Grande, Tianguistengo y Tantoyuca
- Quinta Brigada: Estudio de localización entre Tampico y Nuevo Laredo, por Ciudad Victoria y Sabinas Hidalgo

Además, se hizo otro estudio local, para determinar el mejor trazo entre Río Verde y Tula, Tamaulipas, pasando por la estación de ferrocarril conocida como Las Tablas, ubicada en el km 151 de la línea férrea entre San Luis Potosí y Tampico, de los Ferrocarriles Nacionales de México. 

De esta forma, la Comisión Nacional de Caminos decidió aprobar el trazo entre la Ciudad de México y Pachuca, y el de Linares a Nuevo Laredo; sin embargo encargó otros dos estudios de localización, que se fundamentaban en datos de producción y población. En octubre de 1926 se buscó una nueva ruta entre Pachuca y Ciudad Victoria, por Ixmiquilpan, Jacala y Tamazunchale y un nuevo reconocimiento de la ruta por Real del Monte, Atotonilco el Grande, Vega de Meztitlán y Molango. A principios de 1927 se hizo un estudio más de localización entre Tamazunchale y Ciudad Victoria, sin pasar por Xicoténcatl, Tamaulipas, que fue aprobado en 1928 junto con el trazo entre Zimapán y Tamazunchale. 

Con estos datos, la Comisión Nacional de Caminos, en reunión ejecutiva en la Ciudad de México, definió el trazo completo del Camino Nacional México — Nuevo Laredo.

## Historia de la Construcción

### Sección México — Colonia: km 6.000 a km 84.500
Al principio se proyectó la salida de la Ciudad de México por Tacuba, Azcapotzalco, Tlalnepantla, Teoloyucan y Tizayuca, pero para evitar ese rodeo posteriormente se adoptó la salida actual, con origen de los trabajos en Villa Gustavo A. Madero, en el kilómetro 6.000 contado a partir de la Puerta Central del Palacio Nacional. Los trabajos se iniciaron en septiembre de 1925 y se concluyeron en mayo de 1927, incluyendo el puente sobre el río de los Remedios. En realidad la carretera se desvía antes de llegar a Pachuca, en el km 84.500, en el entronque conocido como Colonia, a 9.200 km del centro de Pachuca.

### Sección Colonia - Tamazunchale: km 84.500 a km 366.600
Esta es la parte más complicada del Camino Nacional, desde todo punto de vista. Entre el km 84.500 y el puente de Tasquillo los trabajos se ejecutaron de septiembre de 1925 a junio de 1926, incluyendo la construcción del puente de Tasquillo, que cruza el río Tula. Entre el km 181.000 y Tamazunchale, en el km 366.600, el trazo se hizo sumamente complicado, pues se tenían que tocar varios puertos de montaña localizados en la Sierra Madre Oriental. Primero el Puerto de Xhitá, en el km 191.000, y posteriormente el Puerto de las Trancas, en el km 224.800. A partir de este puerto inicia la parte más abrupta de la Sierra, por lo que hubo necesidad de cruzar —con la construcción de cantiles— las barrancas de Los Mármoles, dentro del bellísimo parque nacional de Los Mármoles, en el km 238.730, y de la Encarnación, en el km 249.400. De ahí se desciende al valle de Jacala para ascender nuevamente al puerto de los Horcones y la Cuesta Colorada, El Chamal, Jacalilla y el puerto de Palomas, en donde el trazo de la carretera discurre por la línea de división de aguas, por lo que se dominan desde la carretera las vertientes de los ríos Moctezuma y Quetzalapa. A partir de este puerto inicia el descenso a la llanura del Golfo de México, pasando por Tambor y Chapulhuacán, en donde el trazo de la carretera es sumamente sinuoso y construido con cantiles. Los trabajos de esta sección se iniciaron en 1931 y concluyeron con la petrolización completa con tercer riego en mayo de 1936.

### Sección Tamazunchale — Ciudad Victoria: km 366.600 a km 705.540
En los primeros meses de 1929 se inició el trazo de Ciudad Victoria hacia el sur, hasta Ciudad Valles, a excepción del río Sabinas a Ciudad Mante, trazo localizado en el primer semestre de 1930, al igual que el trazo entre Valles y Tamazunchale. La única dificultad técnica de importancia fue el cruce de la llamada Cumbre de Llera, o Mesa del Borrego, en donde se estudiaron hasta tres líneas distintas, con la particularidad que de las lluvias son abundantes y las temperaturas muy altas complicaron la exploración. En 1934 qudaban pendientes los grandes puentes de esta sección de la Huasteca Potosina, para cruzar el río Moctezuma, el Axtla y el Palitla, que se concluyeron en el segundo semestre de 1935. Al momento de la inauguración del Camino Nacional, faltaba petrolizar el tramo comprendido entre Ciudad Valles y Matlapa, por falta de consolidación de las terracerías.

### Sección Ciudad Victoria — Nuevo Laredo: km 705.540 a km 1225.740

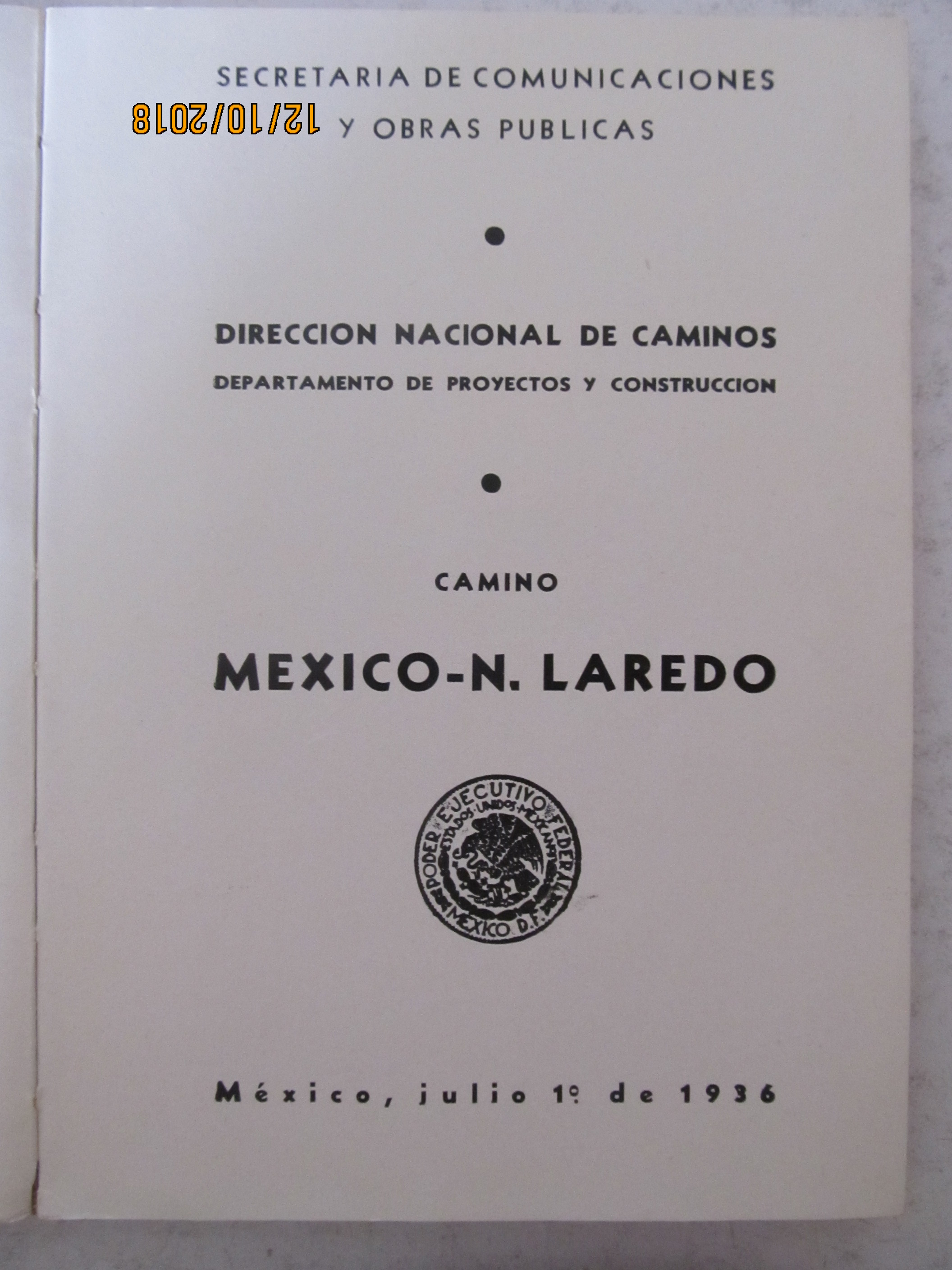
Primera portada interior del documento

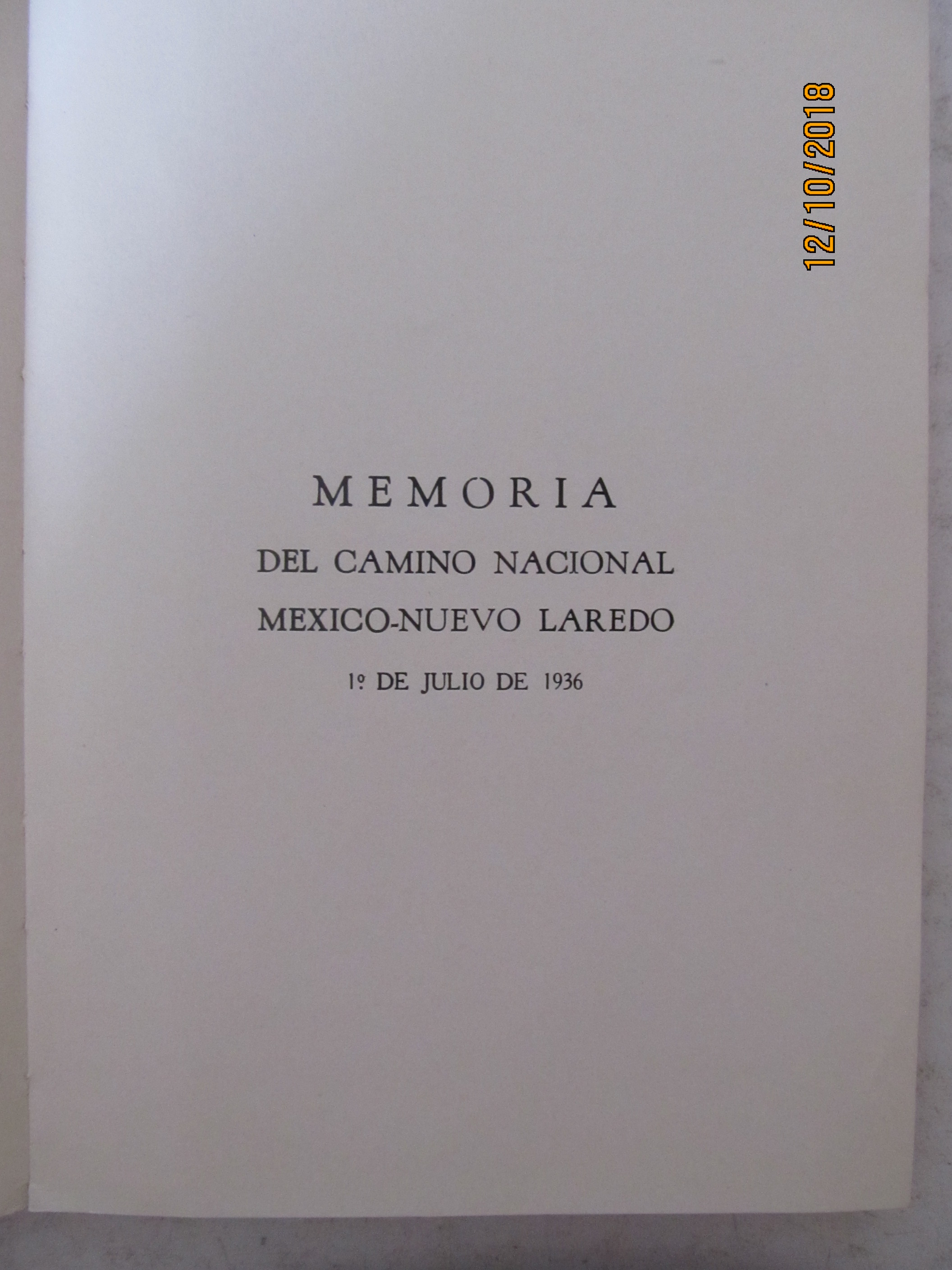
Portada principal interior del documento

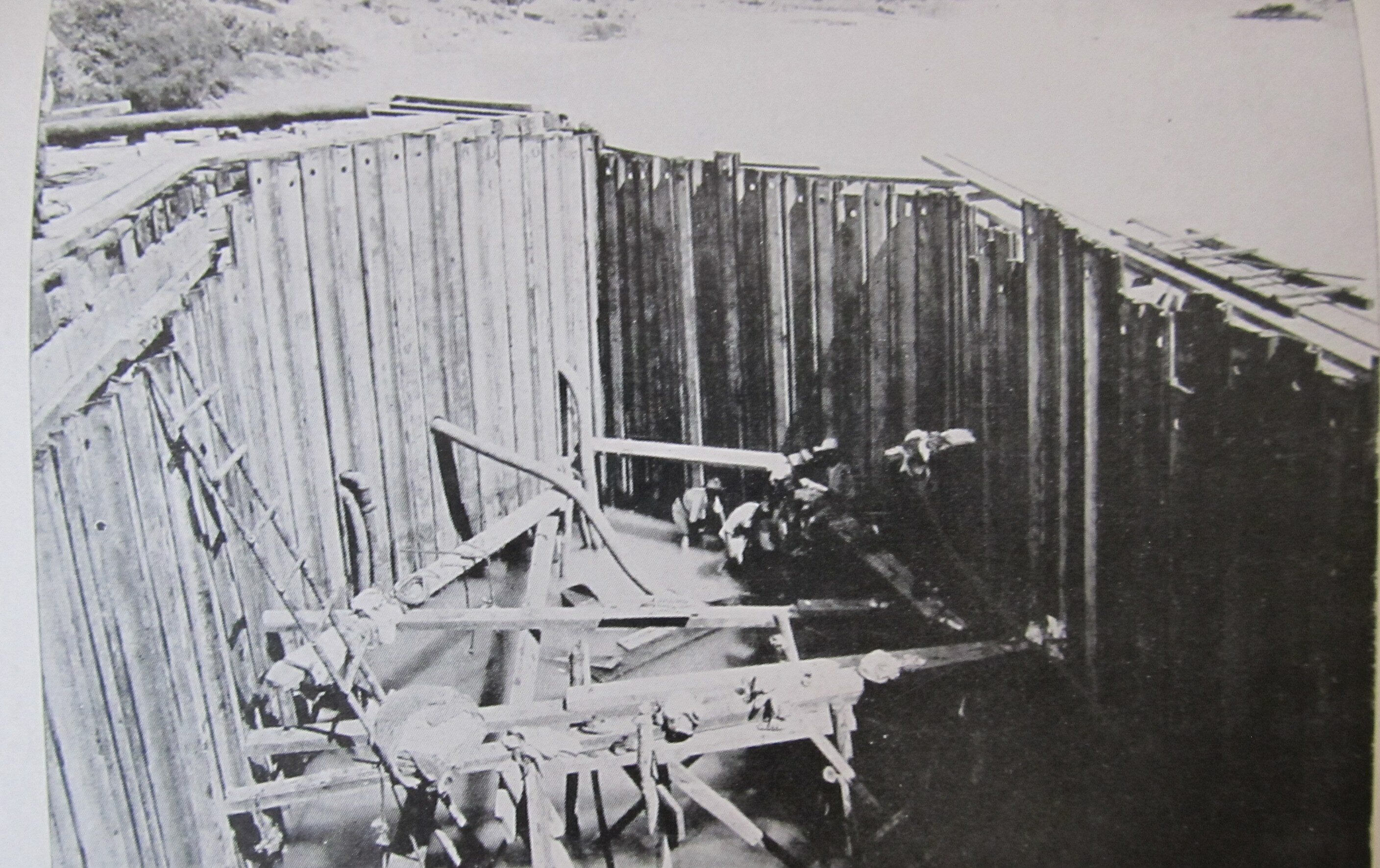
Fotografía que muestra el método de ataguías y bombeo para desecar el lecho del río Axtla y proceder a la construcción de la cimentación de las pilas de concreto armado

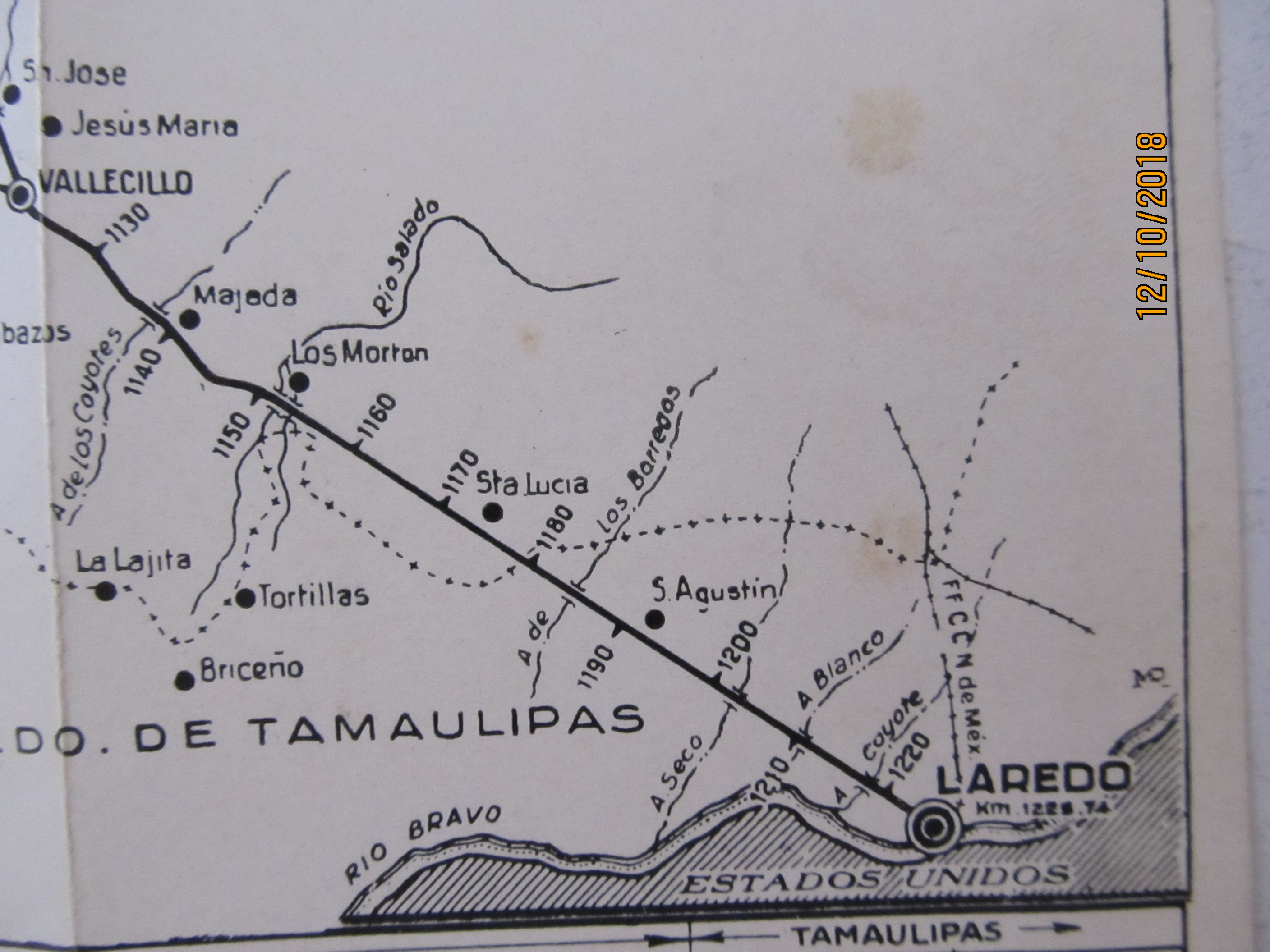
Fragmento del mapa plegable que muestra el final del camino, en Nuevo Laredo

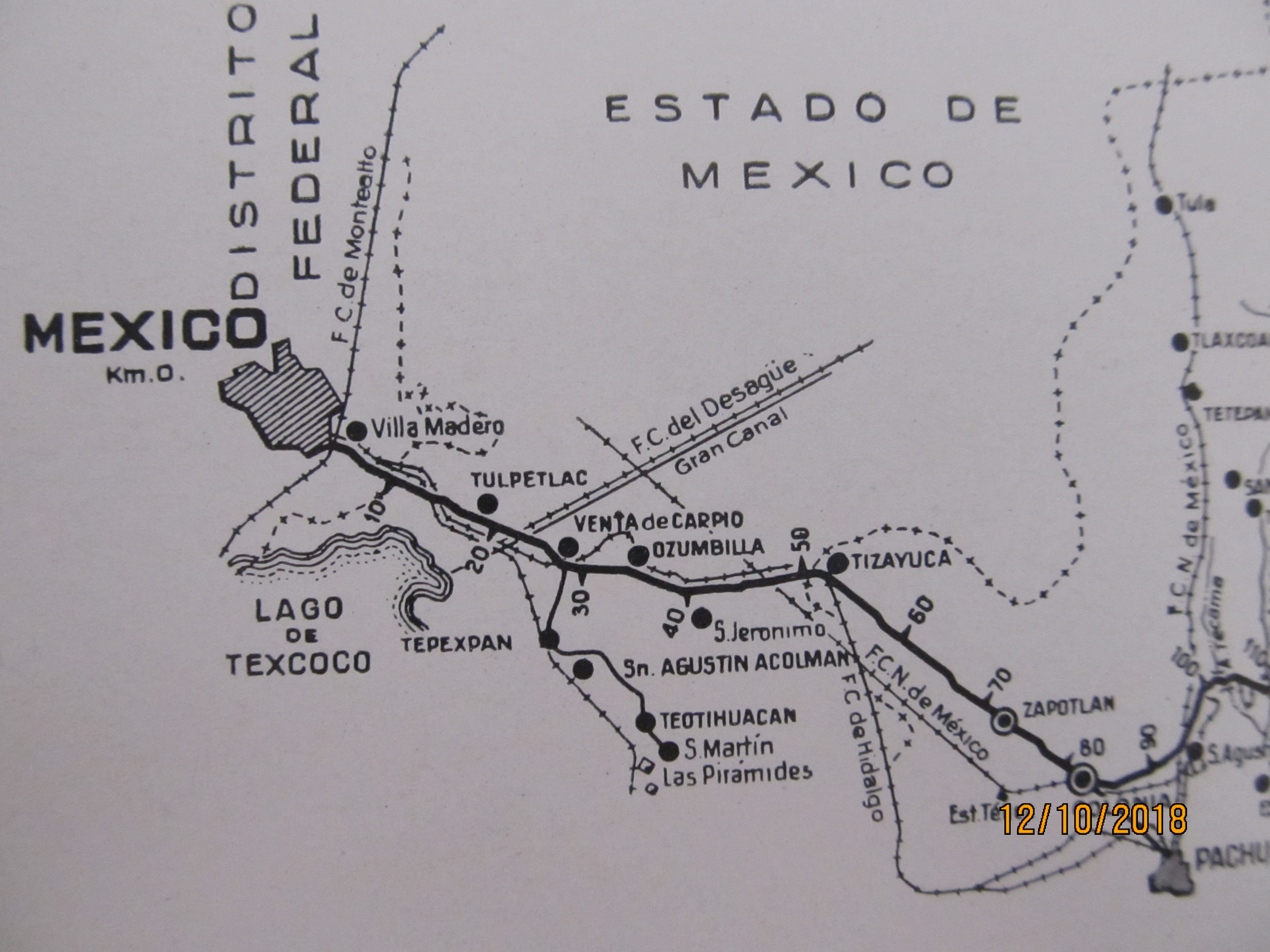
Ampliación del fragmento que muestra el trazo a la salida de la Ciudad de México

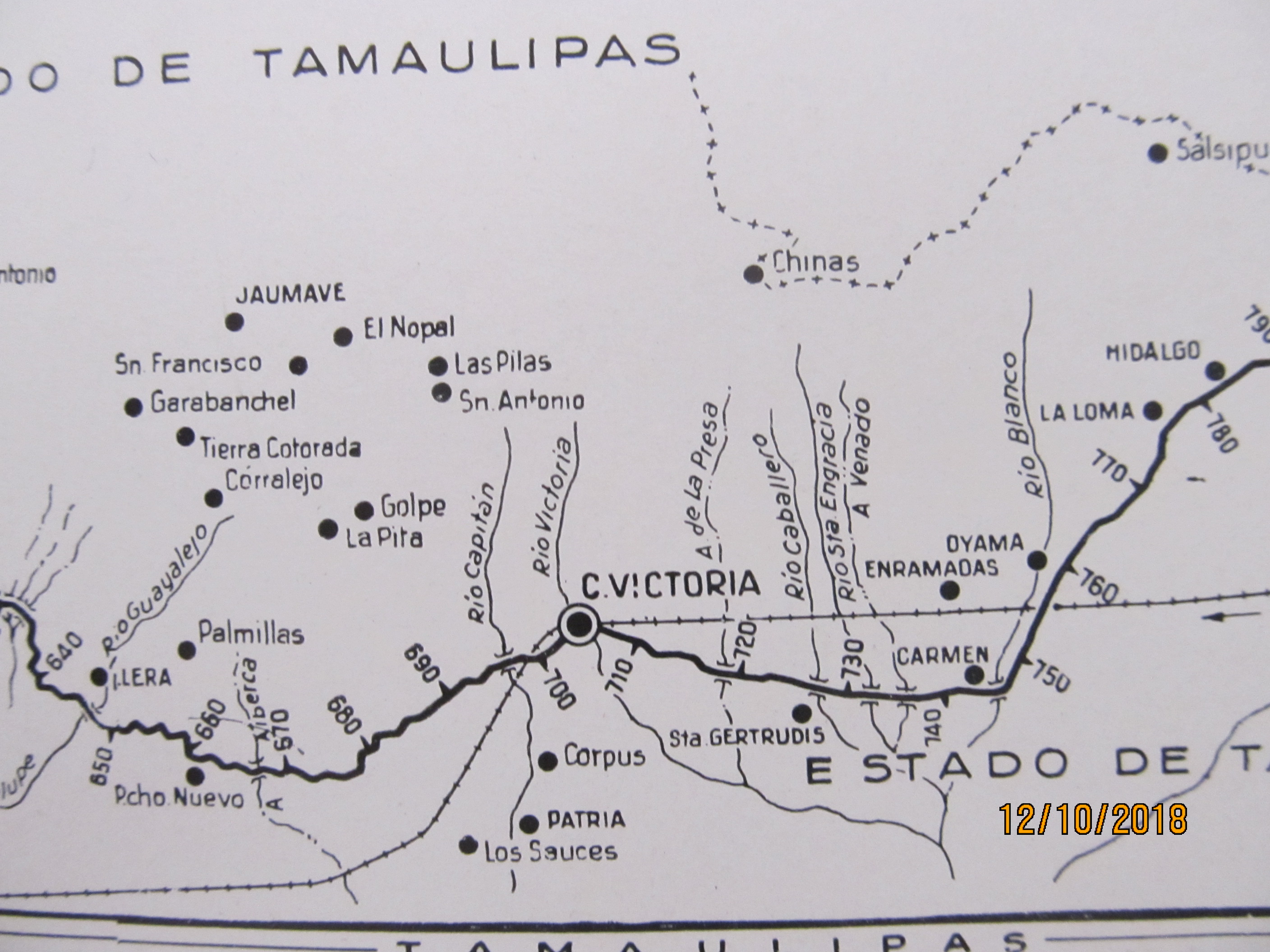
Fragmento del mapa plegable interior, que muestra el trazo en las cercanías de Ciudad Victoria

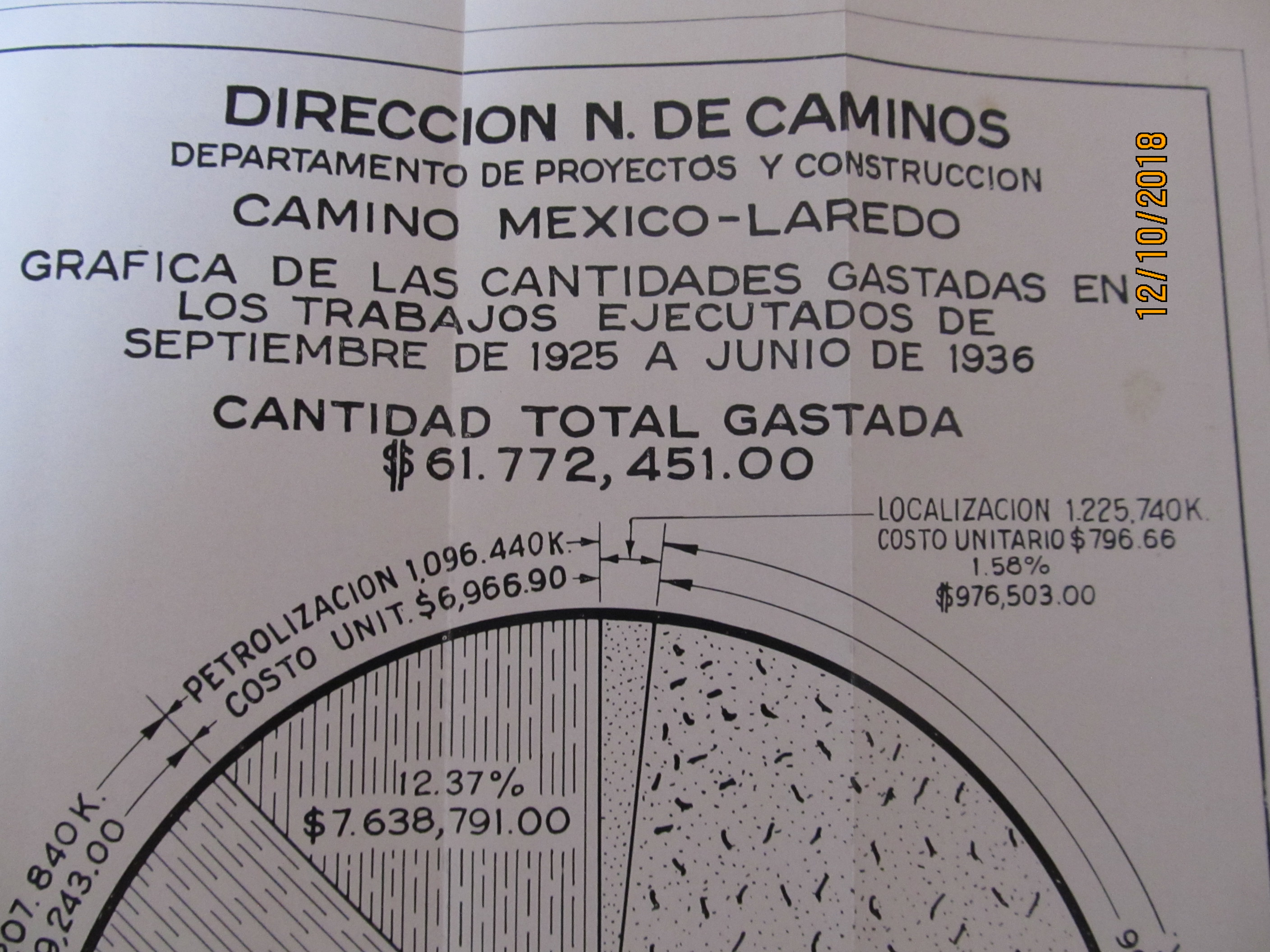
Gráfico parcial de las cantidades gastadas en la ejecución del camino

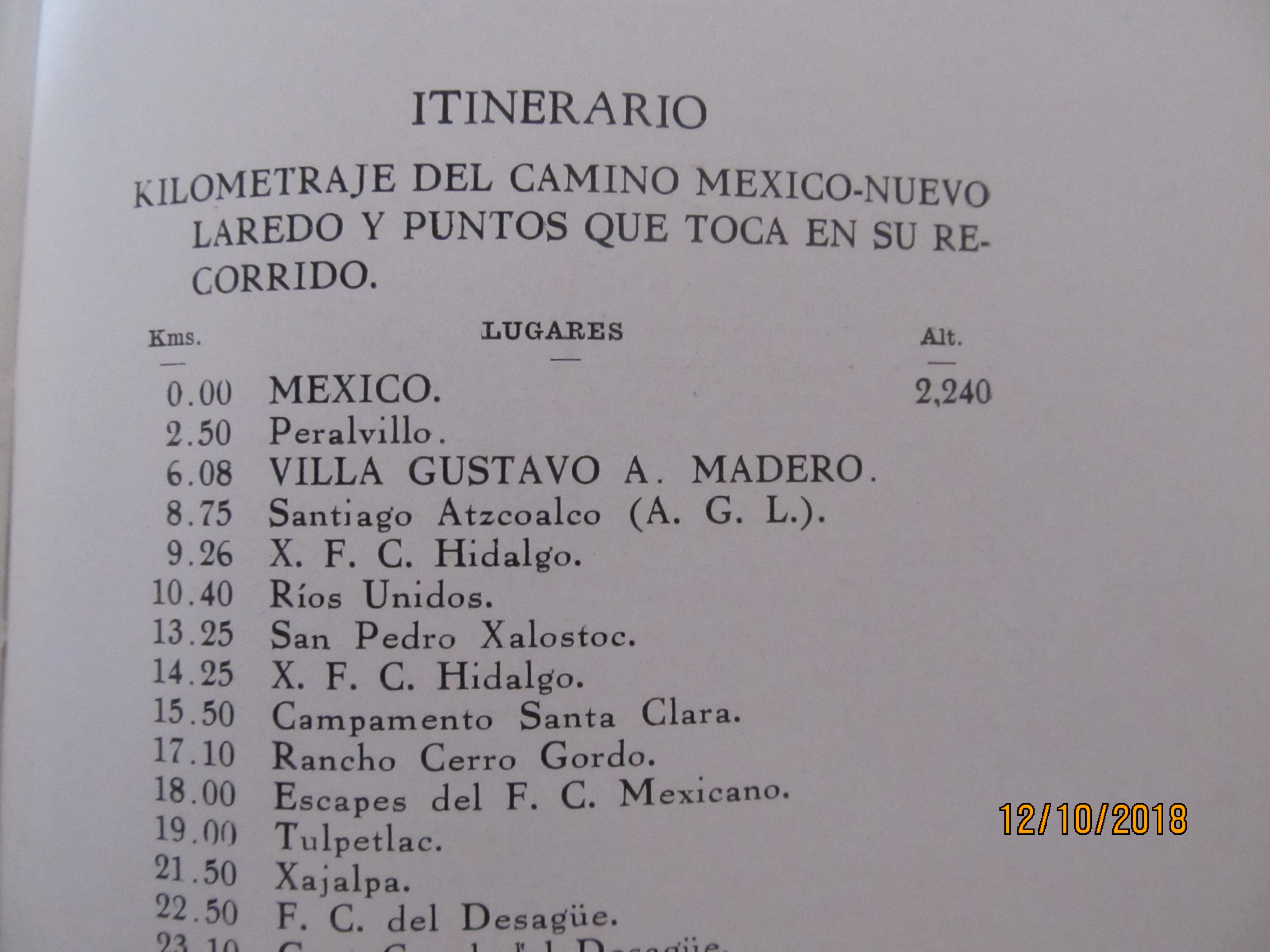
Fragmento del itinerario

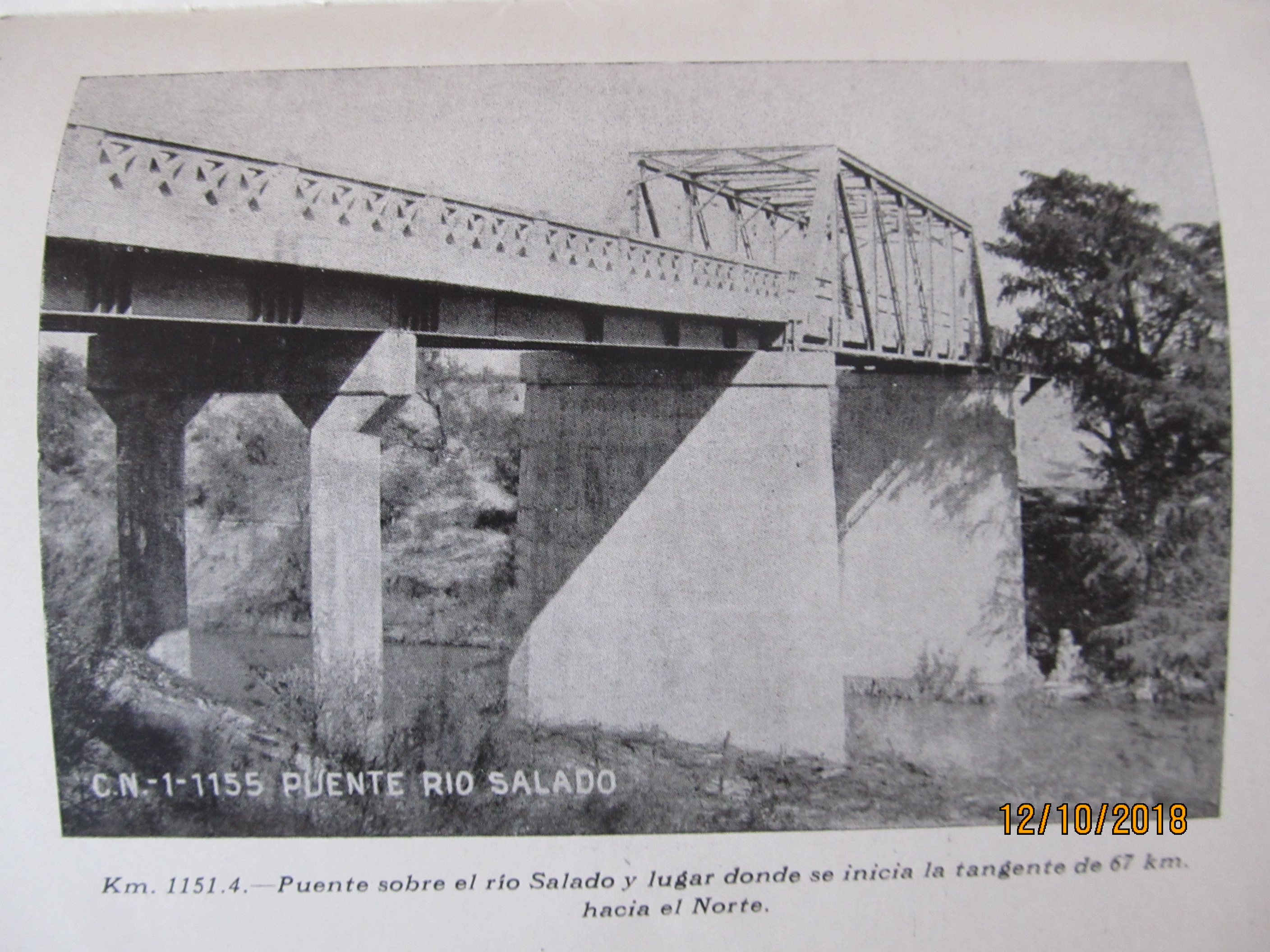
Puente sobre el río Salado

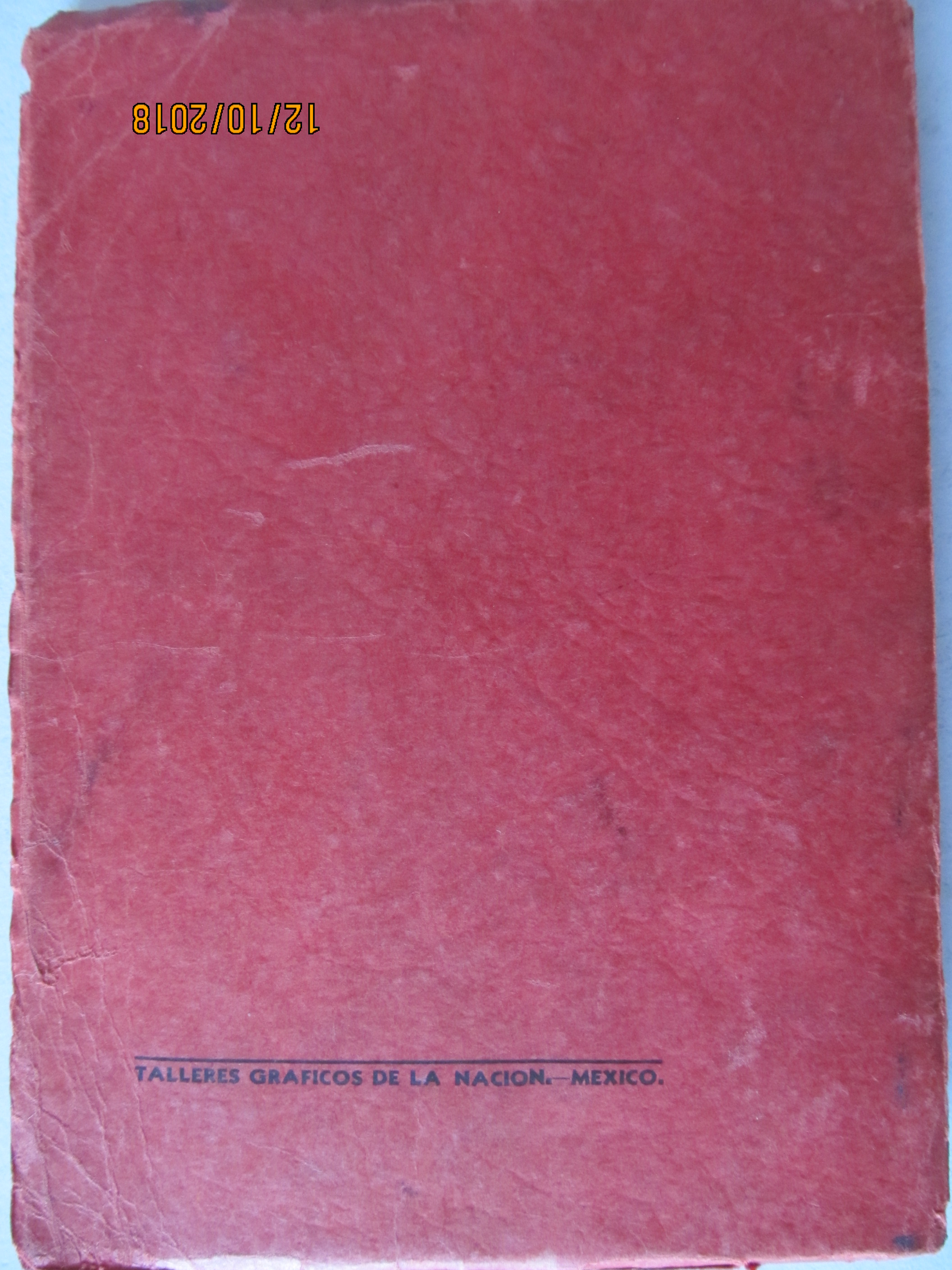
Contraportada. Nótese la leyenda "Talleres Gráficos de la Nación"

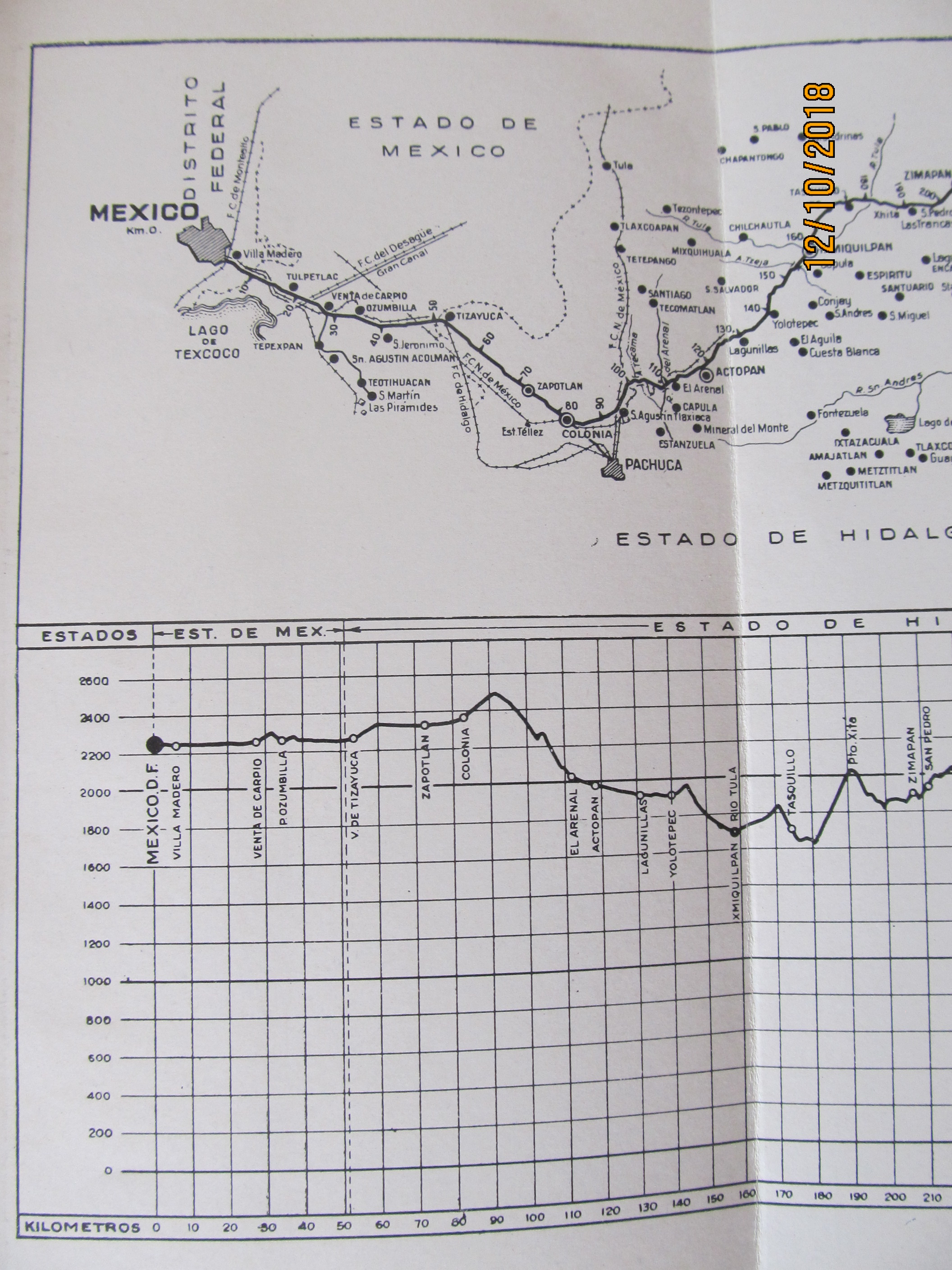
Fragmento del mapa plegable interior, que muestra el trazo a la salida de la Ciudad de México

Los únicos problemas técnicos que presentó esta porción del Camino Nacional fueron la gran cantidad de obras de arte que se debieron construir para salvar gran cantidad de ríos, en especial el puente sobre el río Purificación, el más largo de México en esa época, con una luz de 270 metros. También se hicieron trazos especiales para las cuestas de Garrapatas, en el km 921.000, de las Margaritas, en el km 949.000, y la de Mamulique, más complicada, en el km 1062.000. Los trabajos en esta sección iniciaron en noviembre de 1925 con la localización del trazo hacia el sur, hasta el arroyo Margaritas, y en 1926 de allí al río Pilón. Los trabajos completos se terminaron en junio de 1935 en esta sección.

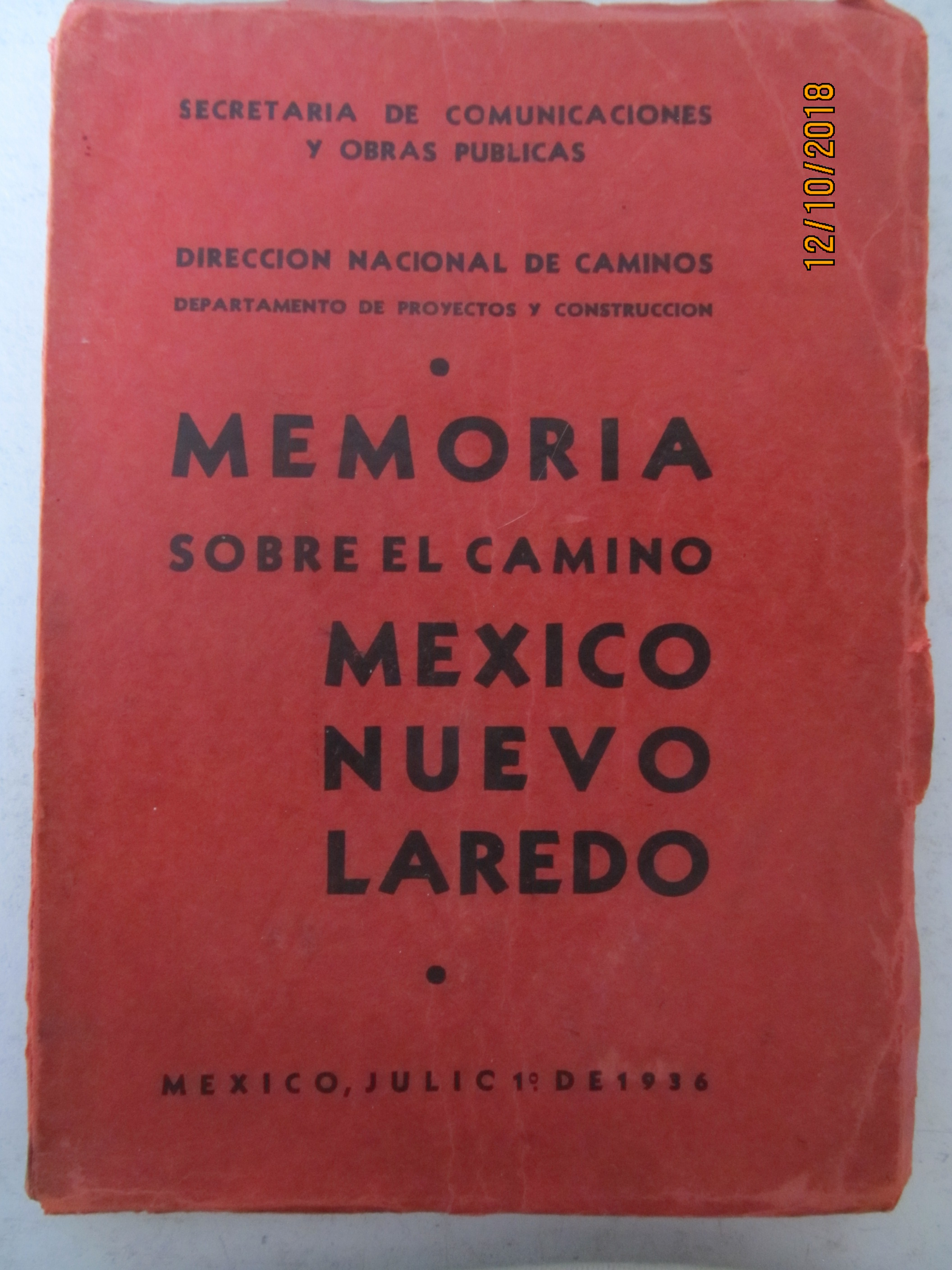
Portada del documento

## El Camino Nacional México — Nuevo Laredo en la actualidad
Durante poco más de 15 años, el Camino Nacional México — Nuevo Laredo fue la única vía para alcanzar la frontera con Estados Unidos desde la Ciudad de México, hasta que se abrió el Camino Nacional México — Nogales, de 2403 km de longitud, y posteriormente el Camino Nacional México — Ciudad Juárez. Durante esta época, el Camino Nacional México — Nuevo Laredo fue identificado como el Camino Nacional Nº 1, hasta que, a principios de los años 60 del siglo XX, la Secretaría de Comunicaciones y Obras Públicas adoptó la numeración actual de las carreteras en México, y le asignó el número 85, con lo que pasó a ser la Carretera Federal 85.
En la actualidad, la Carretera Federal 85 tiene gran afluencia de tráfico entre la Ciudad de México, Pachuca y Zimapán, así como en su extremo final, pues Nuevo Laredo es una de los puntos principales de tránsito de mercancías entre México y los Estados Unidos, junto con Ciudad Juárez, Nogales y Tijuana. Con la construcción de la Carretera Federal 57 que conecta la Ciudad de México con Piedras Negras pasando por Matehuala y Saltillo, carretera que tiene un trazo que no es montañoso y que ha sido modernizado con autopistas de peaje, como la México — Querétaro, que es la carretera más transitada de México —inaugurada el 1 de octubre de 1958— el viejo Camino Nacional México — Nuevo Laredo perdió relevancia, y actualmente es usado para tránsito local entre las diversas poblaciones que toca, sobre todo en los estados de Hidalgo y San Luis Potosí.